# Acropora willisae
Acropora willisae е вид корал от семейство Acroporidae. Видът е световно застрашен, със статут Уязвим.

## Разпространение и местообитание
Разпространен е в Австралия, Виетнам, Индонезия, Камбоджа, Кения, Коморски острови, Мавриций, Мадагаскар, Майот, Малайзия, Микронезия, Мозамбик, Палау, Папуа Нова Гвинея, Провинции в КНР, Реюнион, Сейшели, Сингапур, Соломонови острови, Сомалия, Тайван, Тайланд, Танзания, Филипини, Южна Африка и Япония.
Среща се на дълбочина от 2 до 8,5 m, при температура на водата от 25,5 до 26,6 °C и соленост 35,1 – 35,2 ‰.

## Описание
Популацията на вида е намаляваща.